# عبدالجبار خلیل شنشل
ارتشبد ستاد عبدالجبار خلیل شَنشَل (۱۹۲۰–۲۰ سپتامبر ۲۰۱۴) متولد موصل عراق، افسر ارشد و وزیر جنگ عراق برای مدت بسیار طولانی بود، وی همچنین سمت وزیر امور نظامی و رئیس ستاد ارتش را بر عهده داشت.

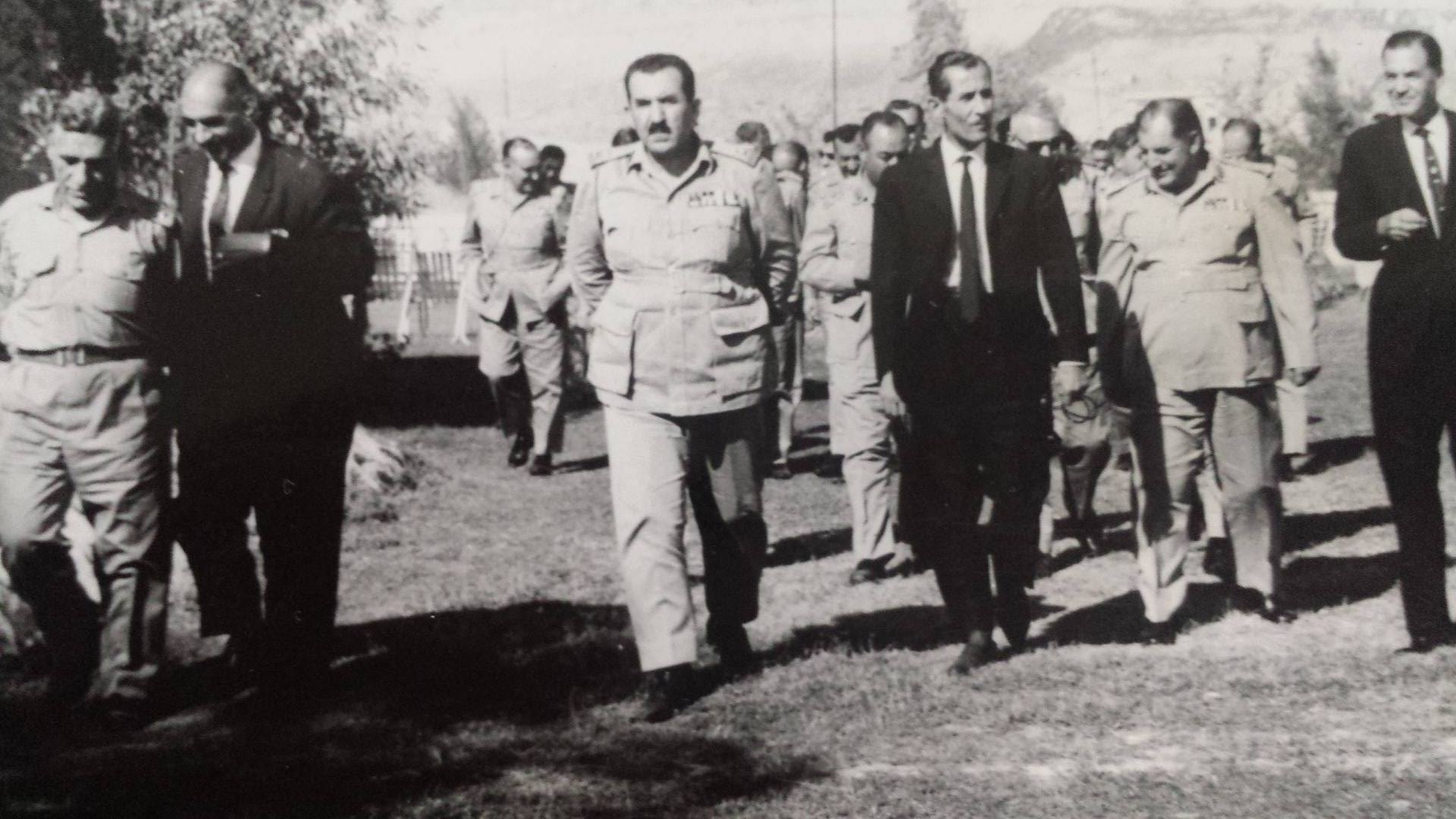
ژنرال‌های ارشد ارتش عراق در دهه ۱۹۶۰ در پایگاه نظامی گزلانی در موصل-عراق، ردیف دوم از راست، خلیل جاسم، سعید الشیخ، عبدالجبار شنشل، عبدالرزاق السعید محمود، سعید حمو، در عقب نیز کنعان نایف المله و سعید صلاح کتان.

او در سال ۱۹۴۰ از دانشکده نظامی عراق در بغداد فارغ‌التحصیل شد (دوره ۱۸) و در اکثر جنگ‌های عراق شرکت کرد. از جمله:
- جنگ انگلیس و عراق
- حرکات برازان
- جنگ اعراب و اسرائیل ۱۹۴۸
- جنگ اول عراق و کرد
- ۱۹۶۷ جنگ اعراب اسرائیل یا جنگ شش روزه

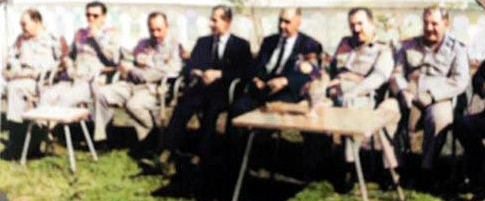
دفاتر ارشد موصل ۱۹۶۶، خلیل جاسم، عبدالجبار شنشل، عبد الرزاق، ساعد آل شیخ، ساعد قطان، کنان الملاح

- جنگ اکتبر ۱۹۷۳ یا جنگ یوم کیپور
- جنگ دوم عراق و کرد
- جنگ ایران و عراق
- جنگ خلیج فارس